# Astragalus trichostigma
Astragalus trichostigma är en ärtväxtart som beskrevs av Aleksandr Andrejevitj Bunge. Astragalus trichostigma ingår i släktet vedlar, och familjen ärtväxter. Inga underarter finns listade i Catalogue of Life.